# Countdown (Beyoncé)
Countdown è un singolo della cantante statunitense Beyoncé, pubblicato il 4 ottobre 2011 come sesto estratto dal quarto album in studio 4.

## Descrizione
Il brano è stato scritto da Terius Nash, Shea Taylor, Knowles, Ester Dean, Cainon Lamb, Julie Frost, Michael Bivins, Nathan Morris e Wanya Morris e prodotto da Beyoncé Knowles, Shea Taylor e Cainon Lamb.

## Video musicale
Il video musicale di Countdown è stato mostrato in anteprima su MTV il 6 ottobre 2011.

## Classifiche
| Classifica (2011) | Posizione massima |
| ----------------- | ----------------- |
| Austria           | 65                |
| Belgio (Fiandre)  | 86                |
| Giappone          | 87                |
| Irlanda           | 45                |
| Paesi Bassi       | 92                |
| Regno Unito       | 49                |
| Stati Uniti       | 71                |